# Pierre Bretagne
Pierre Bretagne (* 6. November 1881 in Épinal; † 26. Juli 1962 in Nancy) war ein französischer Jurist und Komponist.

## Leben
Nach dem Studium der Rechtswissenschaft und der Promotion zum Dr. iur. arbeitete Pierre Bretagne fast fünfzig Jahre lang in einer Anwaltskanzlei in Nancy. Er war Kriegsteilnehmer des Ersten Weltkriegs.
Neben seinem Beruf als Rechtsanwalt komponierte Pierre Bretagne Kammermusik, Orchesterwerke, Chorwerke und Opern. Seine Kompositionen wurden In Paris im Concert Colonne sowie in Nancy unter der Leitung von André Banchelet aufgeführt.

## Werke
- Streichquartett. 1900
- Chanson. Lied mit Klavierbegleitung nach einem Text von Georges Garnier (1868–1939), 1912, Druck: Pierre Lafitte, Paris 1912
- Sonate pour violoncelle et piano. Sonate für Violoncello und Klavier, 1914, uraufgeführt am 24. Januar 1914 in Paris, Salle Pleyel, durch Fernand Pollain (Cello) und Maurice Amour (Klavier)
- Les Caprices de Marianne. Oper, 1921
- Les Elfes au claire d la lune. Ballett, 1922
- La Bénédiction de la mer. Symphonische Dichtung